# Giornata del Mediterraneo
La Giornata del Mediterraneo (in inglese: Mediterranean Day) si celebra il 28 novembre con l'obiettivo di promuovere una comune identità mediterranea, favorendo scambi interculturali e abbracciando le diversità della regione. Tale ricorrenza è stata istituita anche per offrire maggiore visibilità agli sforzi quotidiani delle organizzazioni e dei cittadini volti a rafforzare la cooperazione e l'integrazione nella regione Euro-mediterranea.
La Giornata del Mediterraneo ha luogo nell'anniversario del Processo di Barcellona tenutosi nel 1995, il quale ha segnato l'inizio di un impegno condiviso da parte dei paesi euromediterranei per trasformare la regione in uno spazio comune di pace, stabilità, progresso socioeconomico e dialogo tra i popoli, portando anche all'istituzione dell'Unione per il Mediterraneo (UpM) nel 2008. La Giornata del Mediterraneo si celebra nei paesi del bacino del Mediterraneo, compresi gli Stati membri dell'Unione europea.

## Focus culturale
Come segno di riconoscimento per il millenario contributo dei popoli del Mediterraneo alla civiltà, la Giornata del Mediterraneo è uno strumento per convogliare tale ricchezza e diversità culturale nel contesto del XXI secolo. La dimensione culturale è, quindi, una componente importante, poiché l'obiettivo della Giornata del Mediterraneo è celebrare l'identità Mediterranea: unica, ma diversa. Ciò è promosso attraverso eventi, mostre, festival locali e internazionali in tutta la regione, al fine di rafforzare i legami tra i popoli di entrambe le sue sponde, promuovendone gli scambi interculturali ed il dialogo.

## Contesto
La Giornata del Mediterraneo è stata in parte ispirata dal Processo di Barcellona, avviato nell'ambito della Conferenza euromediterranea di Barcellona del 28 novembre 1995, con l'obiettivo di rafforzare le relazioni tra l'Europa ed i paesi del Mediterraneo meridionale. Durante la Conferenza i ministri degli Esteri dell'UE e di 12 paesi del Mediterraneo meridionale ed orientale hanno firmato una dichiarazione congiunta per avviare il Partenariato euromediterraneo. Il processo di Barcellona ha poi portato, nel 2008, alla fondazione dell'Unione per il Mediterraneo, l'istituzione incaricata di promuovere questa visione in tutta la regione e che ora è composta da 42 Stati membri. I 42 Stati membri dell'UpM hanno annunciato la celebrazione della prima Giornata internazionale del Mediterraneo il 28 novembre 2020, durante la quinta edizione del Forum regionale dell'UpM, che ha avuto luogo in commemorazione del 25º anniversario del Processo di Barcellona.